# 펌프 잇 업 프라임 2
펌프 잇 업 프라임 2는 펌프 잇 업 시리즈의 작품으로, 남미를 비롯한 지역에서는 2016년 11월 말에 발매되었고 대한민국에서는 2017년 1월 11일에 발매되었다.
2018년 1월 1일, 펌프 잇 업 2018 프라임 2라는 명칭으로 변경되었으며 약간의 변경이 있었다.

## 수록 곡
음악속도가 빨라지거나 느려지는 러쉬모드는 여전히 오리지널 곡만 가능하다. 곡명의 배경색으로 빨간색이 펌프잇업의 오리지널 곡, 파란색이 가요(K-Pop), 노란색이 월드 뮤직(World Music), 초록색이 일본곡(J-Music),그리고 새롭게 추가된 크로스(Xross)는 보라색으로 구성되었다. 곡 제목의 굵은 글씨는 펌프 잇 업의 인기 명곡, 기울인 글씨는 비인기 명곡, “”표시는 인기곡이 재등장하지 못한 곡, ‘’표시는 인기곡으로 끌려고 했던 곡이다. 일부 가요곡은 삭제되었으나 프라임에서 삭제된 일부 오리지널곡은 다시 전부 재부활하였다. 카테고리의 경우는 피에스타와 피에스타EX에서 피에스타&피에스타EX로 통합되었다.

### 올 튠 (일반곡)
| 카테고리                              | 곡 제목                                                            | 비고                                      |
| ------------------------------------- | ------------------------------------------------------------------ | ----------------------------------------- |
| 1st 2nd 3rd O.B.G. S.E. 퍼펙트 컬렉션 | “반야 - 이그니션 스타츠”                                           |                                           |
| 1st 2nd 3rd O.B.G. S.E. 퍼펙트 컬렉션 | “반야 - 힙노시스”                                                  |                                           |
| 1st 2nd 3rd O.B.G. S.E. 퍼펙트 컬렉션 | “클론 - 펑키 투나잇”                                               |                                           |
| 1st 2nd 3rd O.B.G. S.E. 퍼펙트 컬렉션 | 노바소닉 - 또다른 진심                                             |                                           |
| 1st 2nd 3rd O.B.G. S.E. 퍼펙트 컬렉션 | 반야 - 파이널 오디션                                               |                                           |
| 1st 2nd 3rd O.B.G. S.E. 퍼펙트 컬렉션 | 반야 - 엑스트라바간자                                              |                                           |
| 1st 2nd 3rd O.B.G. S.E. 퍼펙트 컬렉션 | “젝스키스 - 컴 백”                                                 |                                           |
| 1st 2nd 3rd O.B.G. S.E. 퍼펙트 컬렉션 | “젝스키스 - 뫼비우스의 띠”                                         |                                           |
| 1st 2nd 3rd O.B.G. S.E. 퍼펙트 컬렉션 | 반야 - 파이널 오디션 2                                             |                                           |
| 1st 2nd 3rd O.B.G. S.E. 퍼펙트 컬렉션 | 반야 - 태동                                                        |                                           |
| 1st 2nd 3rd O.B.G. S.E. 퍼펙트 컬렉션 | 반야 - 터키 행진곡                                                 |                                           |
| 1st 2nd 3rd O.B.G. S.E. 퍼펙트 컬렉션 | 반야 - 악몽                                                        |                                           |
| 1st 2nd 3rd O.B.G. S.E. 퍼펙트 컬렉션 | 반야 - 눈을 감아                                                   |                                           |
| 1st 2nd 3rd O.B.G. S.E. 퍼펙트 컬렉션 | 반야 - 프리 스타일                                                 |                                           |
| 1st 2nd 3rd O.B.G. S.E. 퍼펙트 컬렉션 | 반야 - 미드나잇 블루                                               |                                           |
| 1st 2nd 3rd O.B.G. S.E. 퍼펙트 컬렉션 | 반야 - 그녀는 피자를 좋아해                                        |                                           |
| 1st 2nd 3rd O.B.G. S.E. 퍼펙트 컬렉션 | 반야 - 펌핑 업                                                     |                                           |
| 1st 2nd 3rd O.B.G. S.E. 퍼펙트 컬렉션 | “타샤니 - 경고”                                                    |                                           |
| 1st 2nd 3rd O.B.G. S.E. 퍼펙트 컬렉션 | 반야 - 오! 로사                                                    |                                           |
| 1st 2nd 3rd O.B.G. S.E. 퍼펙트 컬렉션 | 반야 - 첫사랑                                                      |                                           |
| 1st 2nd 3rd O.B.G. S.E. 퍼펙트 컬렉션 | 반야 - 사랑가                                                      |                                           |
| 1st 2nd 3rd O.B.G. S.E. 퍼펙트 컬렉션 | 반야 - 무혼                                                        |                                           |
| 1st 2nd 3rd O.B.G. S.E. 퍼펙트 컬렉션 | 반야 - 미스터 라푸스                                               |                                           |
| 1st 2nd 3rd O.B.G. S.E. 퍼펙트 컬렉션 | 반야 - 펌프 점프                                                   |                                           |
| 1st 2nd 3rd O.B.G. S.E. 퍼펙트 컬렉션 | 반야 - N                                                           |                                           |
| 1st 2nd 3rd O.B.G. S.E. 퍼펙트 컬렉션 | 반야 - 롤링 크리스마스                                             |                                           |
| 1st 2nd 3rd O.B.G. S.E. 퍼펙트 컬렉션 | 반야 - 올 I 원트 포 X-마스                                         |                                           |
| 1st 2nd 3rd O.B.G. S.E. 퍼펙트 컬렉션 | 반야 - 베토벤 바이러스                                             |                                           |
| 1st 2nd 3rd O.B.G. S.E. 퍼펙트 컬렉션 | 노바소닉 - 슬램                                                    |                                           |
| 카테고리                              | 곡 제목                                                            | 비고                                      |
| 엑스트라 리버스 프리미어 3 프렉스 3   | 반야 - 치킨 윙                                                     |                                           |
| 엑스트라 리버스 프리미어 3 프렉스 3   | 반야 - 파이널 오디션 에피소드 1                                    |                                           |
| 엑스트라 리버스 프리미어 3 프렉스 3   | 반야 - 닥터. M                                                     |                                           |
| 엑스트라 리버스 프리미어 3 프렉스 3   | 반야 - 엠페러                                                      |                                           |
| 엑스트라 리버스 프리미어 3 프렉스 3   | 반야 - 겟 유어 그루브 온                                           |                                           |
| 엑스트라 리버스 프리미어 3 프렉스 3   | 반야 - 러브 이스 어 데인저 존                                      |                                           |
| 엑스트라 리버스 프리미어 3 프렉스 3   | 반야 - 마리아                                                      |                                           |
| 엑스트라 리버스 프리미어 3 프렉스 3   | 반야 - 미션 파서블                                                 |                                           |
| 엑스트라 리버스 프리미어 3 프렉스 3   | 반야 - 마이 웨이                                                   |                                           |
| 엑스트라 리버스 프리미어 3 프렉스 3   | 반야 - 포인트 브레이크                                             |                                           |
| 엑스트라 리버스 프리미어 3 프렉스 3   | 반야 - 스트리트 쇼 다운                                            |                                           |
| 엑스트라 리버스 프리미어 3 프렉스 3   | 반야 - 탑 시티                                                     |                                           |
| 엑스트라 리버스 프리미어 3 프렉스 3   | 반야 - 윈터                                                        |                                           |
| 엑스트라 리버스 프리미어 3 프렉스 3   | 반야 - 윌 O' 더 위스프                                             |                                           |
| 엑스트라 리버스 프리미어 3 프렉스 3   | 반야 - 틸 디 엔드 오브 타임                                        |                                           |
| 엑스트라 리버스 프리미어 3 프렉스 3   | 반야 - 오이 오이 오이                                              |                                           |
| 엑스트라 리버스 프리미어 3 프렉스 3   | 반야 - 위 윌 밋 어게인                                             |                                           |
| 엑스트라 리버스 프리미어 3 프렉스 3   | 반야 - 미스'S 스토리                                               |                                           |
| 엑스트라 리버스 프리미어 3 프렉스 3   | 반야 - 셋 미 업                                                    |                                           |
| 엑스트라 리버스 프리미어 3 프렉스 3   | 반야 - 댄스 위드 미                                                |                                           |
| 엑스트라 리버스 프리미어 3 프렉스 3   | 반야 - 부크                                                        |                                           |
| 엑스트라 리버스 프리미어 3 프렉스 3   | 반야 - 우편마차                                                    |                                           |
| 엑스트라 리버스 프리미어 3 프렉스 3   | 반야 - 비                                                          |                                           |
| 엑스트라 리버스 프리미어 3 프렉스 3   | 반야 - D 갱                                                        |                                           |
| 엑스트라 리버스 프리미어 3 프렉스 3   | 반야 - 헬로                                                        |                                           |
| 엑스트라 리버스 프리미어 3 프렉스 3   | 반야 - 비트 오브 더 워                                             |                                           |
| 엑스트라 리버스 프리미어 3 프렉스 3   | 반야 - 컴 투 미                                                    |                                           |
| 카테고리                              | 곡 제목                                                            | 비고                                      |
| 익시드 익시드2 제로                   | 반야 - 파이널 오디션 3 U.F.                                        |                                           |
| 익시드 익시드2 제로                   | 반야 - 태동 2                                                      |                                           |
| 익시드 익시드2 제로                   | 반야 - 몽키 핑거즈                                                 |                                           |
| 익시드 익시드2 제로                   | 반야 - 블레이징                                                    |                                           |
| 익시드 익시드2 제로                   | 반야 - 펌프 미 아마데우스                                          |                                           |
| 익시드 익시드2 제로                   | 반야 - 엑스트림                                                    |                                           |
| 익시드 익시드2 제로                   | 반야 - 겟 업!                                                      |                                           |
| 익시드 익시드2 제로                   | “솜이 - 예지몽”                                                    |                                           |
| 익시드 익시드2 제로                   | “왁스 - 내게 남은 사랑을 다 줄게”                                  |                                           |
| 익시드 익시드2 제로                   | 반야 - J 봉                                                        |                                           |
| 익시드 익시드2 제로                   | 반야 - 하이 바이                                                   |                                           |
| 익시드 익시드2 제로                   | 반야 - 무혼 2                                                      |                                           |
| 익시드 익시드2 제로                   | 반야 - 캐논-D                                                      |                                           |
| 익시드 익시드2 제로                   | 반야 - 비트 오브 더 워 2                                           |                                           |
| 익시드 익시드2 제로                   | 반야 - 월광                                                        |                                           |
| 익시드 익시드2 제로                   | 반야 - 위치 닥터                                                   |                                           |
| 익시드 익시드2 제로                   | 반야 - 러브 이스 어 데인저 존 pt. 2                                |                                           |
| 익시드 익시드2 제로                   | 반야 - 팬텀                                                        |                                           |
| 익시드 익시드2 제로                   | 반야 - 파파 곤잘레스                                               |                                           |
| 익시드 익시드2 제로                   | ‘루이스 - 중화반점’                                                |                                           |
| 익시드 익시드2 제로                   | 반야 - 러브 이스 어 데인저 존 pt. 2 어나더                         |                                           |
| 카테고리                              | 곡 제목                                                            | 비고                                      |
| NX NX2 NXA                            | 이 얍 - 위치 닥터 #1                                               |                                           |
| NX NX2 NXA                            | 이 얍 - 아크 오브 다크니스                                         |                                           |
| NX NX2 NXA                            | 이 얍 - 키메라                                                     |                                           |
| NX NX2 NXA                            | 반야 프로덕션 - 2006 사랑가                                        |                                           |
| NX NX2 NXA                            | 반야 프로덕션 - 두 유 노우 댓 -올드 스쿨-                          |                                           |
| NX NX2 NXA                            | 반야 프로덕션 - 건 락                                              |                                           |
| NX NX2 NXA                            | 반야 프로덕션 - 투우사의 노래                                      |                                           |
| NX NX2 NXA                            | 반야 프로덕션 - 미운 오리새끼                                      |                                           |
| NX NX2 NXA                            | 이 얍 - 파이널 오디션 에피소드 2-1                                 |                                           |
| NX NX2 NXA                            | 이 얍 - 파이널 오디션 에피소드 2-2                                 |                                           |
| NX NX2 NXA                            | 오실레이터 X - 댄스 올 나잇                                        |                                           |
| NX NX2 NXA                            | 엘피스 - 댄스 바이브레이션스                                       |                                           |
| NX NX2 NXA                            | 지그재그 - 에너자이저                                              |                                           |
| NX NX2 NXA                            | 이 얍 - 무혼 1.5                                                   |                                           |
| NX NX2 NXA                            | 반야 프로덕션 - 비트 더 고스트                                     |                                           |
| NX NX2 NXA                            | 반야 프로덕션 - 카프리스 오브 오타다                               |                                           |
| NX NX2 NXA                            | 반야 프로덕션 - 머니                                               |                                           |
| NX NX2 NXA                            | 반야 프로덕션 - 몽키 핑거즈 2                                      |                                           |
| NX NX2 NXA                            | 이 얍 - 패스터 Z                                                   |                                           |
| NX NX2 NXA                            | 이 얍 - 펌트리스 콰트로                                            |                                           |
| NX NX2 NXA                            | 반야 프로덕션 - 기타 맨                                            |                                           |
| NX NX2 NXA                            | 반야 프로덕션 - 히글디 피글디                                      |                                           |
| NX NX2 NXA                            | 반야 프로덕션 - 잼 오 비트                                         |                                           |
| NX NX2 NXA                            | 이 얍 - 펌트리스 8비트 ver.                                        |                                           |
| NX NX2 NXA                            | 이 얍 - 블레이즈 이모션                                            |                                           |
| NX NX2 NXA                            | 이 얍 - 캐논 X.1                                                   |                                           |
| NX NX2 NXA                            | 이 얍 - 젓가락 변주곡                                              |                                           |
| NX NX2 NXA                            | 빅 메트라 - 붉은 손수건                                            |                                           |
| NX NX2 NXA                            | 판다 - 잘가 내 사랑                                                |                                           |
| NX NX2 NXA                            | 니나 파일럿츠 - 나완 상관없어                                      |                                           |
| NX NX2 NXA                            | 반야 프로덕션 - 사람들은 몰랐다네                                  |                                           |
| NX NX2 NXA                            | 반야 프로덕션 - DJ 오타다                                          |                                           |
| NX NX2 NXA                            | 반야 프로덕션 - K.O.A. -앨리스 인 원더월드-                        |                                           |
| NX NX2 NXA                            | 반야 프로덕션 - 마이 드림즈                                        |                                           |
| NX NX2 NXA                            | 반야 프로덕션 - 토카타                                             |                                           |
| NX NX2 NXA                            | “바세린 - 돈 오브 더 아포칼립스”                                   |                                           |
| NX NX2 NXA                            | 이 얍 - 파이널 오디션 에피소드 2-X                                 |                                           |
| 카테고리                              | 곡 제목                                                            | 비고                                      |
| 피에스타 피에스타EX                   | 이 얍 - X-트리                                                     |                                           |
| 피에스타 피에스타EX                   | 이 얍 - 소서리스 엘리제                                            |                                           |
| 피에스타 피에스타EX                   | ms군 - 사랑가 -2막-                                                |                                           |
| 피에스타 피에스타EX                   | 맥스 - U 갓 2 노우                                                 |                                           |
| 피에스타 피에스타EX                   | SHK - 데스티네이션                                                 |                                           |
| 피에스타 피에스타EX                   | 도인 - 진공                                                        |                                           |
| 피에스타 피에스타EX                   | 판다 - 자아도취                                                    |                                           |
| 피에스타 피에스타EX                   | 반야 프로덕션 - 두 잇 -레게 스타일-                                |                                           |
| 피에스타 피에스타EX                   | 반야 프로덕션 - 제네시스                                           |                                           |
| 피에스타 피에스타EX                   | 반야 프로덕션 - 아리랑                                             |                                           |
| 피에스타 피에스타EX                   | 반야 프로덕션 - 테크 -클럽 코펜하겐-                               |                                           |
| 피에스타 피에스타EX                   | 반야 프로덕션 - 안녕 윌리엄                                        |                                           |
| 피에스타 피에스타EX                   | 반야 프로덕션 - 터키 행진곡 -미니멀 튠즈-                          |                                           |
| 피에스타 피에스타EX                   | 반야 프로덕션 - 겟 업 (앤 고)                                      |                                           |
| 피에스타 피에스타EX                   | 반야 프로덕션 - 팬텀 -인터메조-                                    |                                           |
| 피에스타 피에스타EX                   | 반야 프로덕션 - 미션 파서블 -블로우백-                             |                                           |
| 피에스타 피에스타EX                   | 반야 프로덕션 - 펌핑 점핑                                          |                                           |
| 피에스타 피에스타EX                   | 도인 - 테프리스                                                    |                                           |
| 피에스타 피에스타EX                   | 도인 - 네이팜                                                      |                                           |
| 피에스타 피에스타EX                   | 니나 파일럿츠 - 16살                                               |                                           |
| 피에스타 피에스타EX                   | 쓰로다운 - 왓 해픈드                                               |                                           |
| 피에스타 피에스타EX                   | 생션7 - 가고일                                                     |                                           |
| 피에스타 피에스타EX                   | DM 아슈라 - 알레그로 콘 뿌오코                                     |                                           |
| 피에스타 피에스타EX                   | DM 아슈라 - X-레이브                                               |                                           |
| 피에스타 피에스타EX                   | 보스피 - 스멜스 라이크 어 초콜렛                                   |                                           |
| 피에스타 피에스타EX                   | 지르콘 - 네크로맨시                                                |                                           |
| 피에스타 피에스타EX                   | DM 아슈라 핏. MC 제이 & 베로니카 - 레이브 언틸 더 나이트 이스 오버 |                                           |
| 피에스타 피에스타EX                   | 도인 - 클리너                                                      |                                           |
| 피에스타 피에스타EX                   | 도인 - 인터퍼런스                                                  |                                           |
| 피에스타 피에스타EX                   | SHK - 리얼리티                                                     |                                           |
| 피에스타 피에스타EX                   | SHK - 테이크 아웃                                                  |                                           |
| 피에스타 피에스타EX                   | 맥스 & 로리체슬 (시드-사운드) - 버터 플라이                        |                                           |
| 피에스타 피에스타EX                   | 맥스 - 오버블로우                                                  |                                           |
| 피에스타 피에스타EX                   | 맥스 - 위 갓 2 노우                                                |                                           |
| 피에스타 피에스타EX                   | “크래쉬 - 크래쉬데이”                                              |                                           |
| 피에스타 피에스타EX                   | 반야 프로덕션 - 헝가리 무곡 V                                      |                                           |
| 피에스타 피에스타EX                   | 반야 프로덕션 - 마왕                                               |                                           |
| 피에스타 피에스타EX                   | SHK - 네이티브                                                     |                                           |
| 피에스타 피에스타EX                   | V.A - 파반느                                                       |                                           |
| 피에스타 피에스타EX                   | 도인 - 잣                                                          |                                           |
| 피에스타 피에스타EX                   | 도인 - ㅁㄴㅇㄹ                                                    |                                           |
| 피에스타 피에스타EX                   | 맥스 & 서량 (시드-사운드) - 조나단의 꿈                            |                                           |
| 카테고리                              | 곡 제목                                                            | 비고                                      |
| 피에스타2                             | 어피니티 - 모노리스                                                |                                           |
| 피에스타2                             | 어피니티 - Y2Z                                                     |                                           |
| 피에스타2                             | 벨테인 - 락힐                                                      |                                           |
| 피에스타2                             | 셀드웰러 - 스위치백                                                |                                           |
| 피에스타2                             | 코코넛 - 레이디버그                                                |                                           |
| 피에스타2                             | 디클로니우스 - 하드코어 오브 더 노스                               |                                           |
| 피에스타2                             | 퓨처 펑크 스쿼드 - 리핀' 잇 업                                     |                                           |
| 피에스타2                             | 하이-G - 트라이브 어태커                                           |                                           |
| 피에스타2                             | 카우 - 테이크 미 백                                                |                                           |
| 피에스타2                             | 쿠리-질 - 리-레이브                                                |                                           |
| 피에스타2                             | 쿠리-질 - 힐 앤 토                                                 |                                           |
| 피에스타2                             | 인스펙터 K - 버츄얼 이모션                                         |                                           |
| 피에스타2                             | 나이트메어 - 드림 투 나이트메어                                    |                                           |
| 피에스타2                             | 생션7 - 레인스파크                                                 |                                           |
| 피에스타2                             | 스마일리 - 유토피아                                                |                                           |
| 피에스타2                             | 스마일리 - 슈샤                                                    |                                           |
| 피에스타2                             | 지그재그 - VVV                                                     |                                           |
| 피에스타2                             | 스티안 K - 비 얼라이브 (라반 잉크. 믹스)                           |                                           |
| 피에스타2                             | 지르콘 - 스타 커맨드                                               |                                           |
| 피에스타2                             | J-미 & 미디-D 핏. 한나 스톡젤 - 팝 더 트랙                         |                                           |
| 피에스타2                             | 신스울프 - 파사칼리아                                              |                                           |
| 피에스타2                             | 지르콘 - 바로크 바이러스                                           |                                           |
| 피에스타2                             | DM 아슈라 - 엘리제                                                 |                                           |
| 피에스타2                             | 반야 리믹스 바이 DM 아슈라 - 이그니스 패터스                       |                                           |
| 피에스타2                             | 반야 리믹스 바이 크랭키 - 러브 이스 어 데인저 존 (크랭키 믹스)     |                                           |
| 피에스타2                             | 반야 리믹스 바이 신스울프 - 힙노시스 (신스울프 믹스)               |                                           |
| 피에스타2                             | 도인 - FFF (플류 파 패스터)                                        |                                           |
| 피에스타2                             | SHK - 유니크                                                       |                                           |
| 피에스타2                             | 맥스 - 엑시던트                                                    |                                           |
| 피에스타2                             | 맥스 - D                                                           |                                           |
| 피에스타2                             | 맥스 - U 갓 미 락킹                                                |                                           |
| 피에스타2                             | 약_원 - 루시드 (PIU 에디트)                                        |                                           |
| 피에스타2                             | 아유 팅 팅 - 식 아식                                               |                                           |
| 피에스타2                             | 사이코지 - 온라인                                                  |                                           |
| 피에스타2                             | 벤 차카티트 - 담                                                   |                                           |
| 피에스타2                             | 슈가 아이즈 - 슈가 아이즈                                          |                                           |
| 피에스타2                             | SHK - 로그-인                                                      |                                           |
| 피에스타2                             | 약_원 - 윈드밀                                                     |                                           |
| 피에스타2                             | SHK - 팔로우 미                                                    |                                           |
| 피에스타2                             | 시드-사운드 - 여래아                                               |                                           |
| 피에스타2                             | SQUAR - 멘탈 라이더                                                |                                           |
| 카테고리                              | 곡 제목                                                            | 비고                                      |
| 프라임                                | M2U - 네메시스                                                     |                                           |
| 프라임                                | M2U - 캇코이                                                       |                                           |
| 프라임                                | 와락 - 라티노 바이러스                                             |                                           |
| 프라임                                | 와락 - 엘리시움                                                    |                                           |
| 프라임                                | 나토 - 요그 소토스                                                 |                                           |
| 프라임                                | 나토 - 실루엣 이펙트                                               |                                           |
| 프라임                                | 맴매 - 차이니즈 레스토랑                                           |                                           |
| 프라임                                | 맴매 - 아발란치                                                    |                                           |
| 프라임                                | 맴매 - 포스 오브 라                                                |                                           |
| 프라임                                | 맥스 - 레퀴엠                                                      |                                           |
| 프라임                                | 맥스 - 유 갓 미 크레이지                                           |                                           |
| 프라임                                | 맥스 - B2                                                          |                                           |
| 프라임                                | 폴 바주카 - 메테오라이즈                                           |                                           |
| 프라임                                | 폴 바주카 - 매드사이언스                                           |                                           |
| 프라임                                | 젠틀 스틱 - 헤스티아                                               |                                           |
| 프라임                                | 젠틀 스틱 - 암피트리온                                             |                                           |
| 프라임                                | 도인 - 리키지 볼티지                                               |                                           |
| 프라임                                | 도인 - 리무버블 디스코                                             |                                           |
| 프라임                                | SHK - 슈퍼 판타지                                                  |                                           |
| 프라임                                | SHK - 바이올렛 퍼퓸                                                |                                           |
| 프라임                                | 이얍 - 레드 스완                                                   |                                           |
| 프라임                                | 이얍 - 히아신스                                                    |                                           |
| 프라임                                | 이얍 - 블레이즈 이모션 (밴드 버전)                                 |                                           |
| 프라임                                | 슬램 - 1950                                                        |                                           |
| 프라임                                | 맥스 - 설탕음모론                                                  |                                           |
| 프라임                                | DM 아슈라 - 알레그로 피유 모쏘                                     |                                           |
| 프라임                                | DM 아슈라 - 어나이얼레이터 메소드                                  |                                           |
| 프라임                                | DM 아슈라(피트.스키조&한나) - 무브 댓 바디!                        |                                           |
| 프라임                                | 맷듀크 - 락 더 하우스                                              | 대한민국,미국,캐나다에서만 수록           |
| 프라임                                | r300k - 스콜피온 킹                                                |                                           |
| 프라임                                | 신스울프 - 포인트 제로 원                                          |                                           |
| 프라임                                | 캐슈 - 레드 스노우                                                 |                                           |
| 프라임                                | 캐슈 - 캄파넬라                                                    |                                           |
| 프라임                                | CYO 스타일 - 유 어게인 마이 러브                                   |                                           |
| 프라임                                | CYO 스타일 - 로봇 배틀                                             |                                           |
| 프라임                                | ‘크레용팝 - 빠빠빠’                                                |                                           |
| 프라임                                | 빅스 - 다칠 준비가 돼 있어                                         |                                           |
| 프라임                                | AOA - 엘비스                                                       |                                           |
| 프라임                                | 블락비 - 베리 굿                                                   |                                           |
| 프라임                                | 씨엔블루 - 아임 쏘리                                               |                                           |
| 프라임                                | 카라 - 판도라                                                      |                                           |
| 프라임                                | 신화 - 비너스                                                      |                                           |
| 프라임                                | 달샤벳 - 있기 없기                                                 |                                           |
| 프라임                                | 슈프림 팀 - 슈퍼매직                                               |                                           |
| 프라임                                | 티아라 - 슈가 프리                                                 |                                           |
| 프라임                                | 블락비 - 헐                                                        |                                           |
| 프라임                                | 에이핑크 - 노노노                                                  |                                           |
| 프라임                                | ‘아웃사이더 - 외톨이’                                              |                                           |
| 프라임                                | “체리필터 - 오리날다”                                              |                                           |
| 프라임                                | “노라조 - 치이고 박히고 무능상사”                                  |                                           |
| 프라임                                | “에픽하이 - 원”                                                    |                                           |
| 프라임                                | 맥스&둠 - 더 레볼루션                                              |                                           |
| 프라임                                | 시드사운드 - 셀피쉬니스                                            |                                           |
| 프라임                                | 시드사운드 - 코스미컬 리듬                                         |                                           |
| 프라임                                | 시드사운드 - 돌리 키스                                             |                                           |
| 프라임                                | 크랭키 - 마타도르                                                  |                                           |
| 프라임                                | 3R2 - 밀키 웨이 갤럭시                                             |                                           |
| 프라임                                | 3R2 - 필 마이 해피니스                                             |                                           |
| 프라임                                | 신스울프 - 라그나로크                                              |                                           |
| 프라임                                | D_안 - 아클루오이아스                                              |                                           |
| 프라임                                | 베스비아x레드시프트 - 꺄랴위사따                                   |                                           |
| 프라임                                | 보스피 - 비디오 아웃 씨                                            |                                           |
| 프라임                                | 대디 양키 - 림보                                                   | 스페인,남미 전용곡                        |
| 프라임                                | 릴루 피트.에가스 - 멜로디아                                        | 스페인,남미 전용곡                        |
| 프라임                                | 위신 피트.미첼 텔로- 퀘 비바 라 비다                               | 스페인,남미 전용곡                        |
| 프라임                                | 지르콘 - 어크로스 더 오션                                          |                                           |
| 프라임                                | 맷듀크 - 인핸스 리얼리티                                           |                                           |
| 프라임                                | 타입마스 - 스타더스트 오버드라이브                                 |                                           |
| 프라임                                | 맥스 - 레미니센스                                                  | 동방 프로젝트 어레인지                    |
| 프라임                                | 맥스 - 모멘트 데이                                                 | 동방 프로젝트 어레인지                    |
| 프라임                                | 바쿠스테 소토칸다 잇쵸메 - 아마이 유우와쿠 데인저러스              |                                           |
| 프라임                                | 바쿠스테 소토칸다 잇쵸메 - 요로피쿠 피쿠요로                       |                                           |
| 프라임                                | 보이드 - 서든 로맨스 [펌프 잇 업 에디트]                           |                                           |
| 프라임                                | 사쿠죠 - 임프린팅                                                  |                                           |
| 프라임                                | 에티아. - 미토츠다이라                                             |                                           |
| 프라임                                | 유 - 스마일 다이어리                                               |                                           |
| 프라임                                | 마사요시 미노시마 - 배드 애플!! 피트. 노미코                       |                                           |
| 프라임                                | 탓슈뮤직서클 - 신앙 -퍼스트 디자이어                               |                                           |
| 프라임                                | 탓슈뮤직서클 - 소라 노 시라베                                      |                                           |
| 프라임                                | 탓슈뮤직서클 - 포 시즌스 오브 론리네스 ver β 피트.사리야진         |                                           |
| 프라임                                | 탓슈뮤직서클 - 아이, 유레테...                                     |                                           |
| 프라임                                | 라스트 노트. - 세츠나 트립                                         |                                           |
| 프라임                                | 라스트 노트. - 잡동사니 이노센스                                   |                                           |
| 프라임                                | 라스트 노트. - 연애용자                                            |                                           |
| 프라임                                | 라스트 노트. - 방과 후 스트라이드                                  |                                           |
| 프라임                                | 탓슈 - 프라임                                                      |                                           |
| 프라임                                | 히토시즈쿠P X 야마△ - 배드 ∞ 엔드 ∞ 나이트                         |                                           |
| 프라임                                | 에티아. - 퀸 오브 더 레드                                          |                                           |
| 프라임                                | 보이드 - 아이디얼라이즈드 로맨스                                   |                                           |
| 프라임                                | 보이드 - 저스트 홀드 온(투 올 파이터즈)                            |                                           |
| 프라임                                | 미우라 다이치 - 언락                                               |                                           |
| 프라임                                | AKB48 - 헤비 로테이션                                              |                                           |
| 프라임                                | 마조 - 브레이크 잇 다운                                            |                                           |
| 프라임                                | 맥스 - 하이퍼큐브                                                  |                                           |
| 프라임                                | SHK - 라이크 미                                                    |                                           |
| 카테고리                              | 곡 제목                                                            | 비고                                      |
| 프라임2                               | SHK - 라스트 리버스                                                |                                           |
| 프라임2                               | SHK - 슈퍼 카프리시오                                              | 2.00.0 추가곡                             |
| 프라임2                               | 맴매 - 헬파이어                                                    |                                           |
| 프라임2                               | 맴매 - 트리튬                                                      | 2.03.0 추가곡                             |
| 프라임2                               | 현 - 크로스 오버 Feat.LynU                                         | 2.03.0 추가곡                             |
| 프라임2                               | 나토 - 갓 모드                                                     |                                           |
| 프라임2                               | 나토 - 슈브 니구라스                                               | 1.06.0 추가곡                             |
| 프라임2                               | 도인 - 퍼더                                                        |                                           |
| 프라임2                               | 도인 - 다람쥐 헌 쳇바퀴에 타고파                                   | 2.05.0 추가곡                             |
| 프라임2                               | 탓슈 - 실버 비트                                                   | 2.03.0 추가곡                             |
| 프라임2                               | 루나틱 사운드 - 브링 백 더 비트                                    |                                           |
| 프라임2                               | 루나틱 사운드 - 브레이크 아웃                                      | 2.05.0 추가곡                             |
| 프라임2                               | 맥스 - 사라반드                                                    |                                           |
| 프라임2                               | 맥스 - 가장신자                                                    | 1.02.0 추가곡,동방프로젝트 어레인지곡     |
| 프라임2                               | 맥스 - 오버블로우2                                                 | 1.07.0 추가곡                             |
| 프라임2                               | 엠젯:-P - 패싱 라이더                                              | 2.03.0 추가곡                             |
| 프라임2                               | 엠젯:-P - 아르카나 포스                                            |                                           |
| 프라임2                               | DM아슈라 - 알레그로 퓨리오소                                       | 1.04.0 추가곡                             |
| 프라임2                               | 보이드 - 앵귀시드 언메이킹                                         | 2.00.0 추가곡                             |
| 프라임2                               | 보이드 - 우츠시요 노 카제 feat. 카나                               | 1.05.0 추가곡                             |
| 프라임2                               | 마조 - 헤이 유                                                     | 1.07.0 추가곡                             |
| 프라임2                               | 제헤주키엘 - 트위스트 오브 페이트 feat.Ruriling                    | 2.00.0 추가곡, 곡 콘테스트 5위 당선곡     |
| 프라임2                               | 큐리 - HTTP                                                        | 2.00.0 추가곡, 곡 콘테스트 4위 당선곡     |
| 프라임2                               | 스키조 - 업 앤 업                                                  | 2.02.0 추가곡, 곡 콘테스트 3위 당선곡     |
| 프라임2                               | 뉴트럴 문 - 트래블 투 퓨처                                         | 2.02.0 추가곡, 곡 콘테스트 2위 당선곡     |
| 프라임2                               | 사라곤 - 레이브 틸 디 어스 엔드                                    | 2.01.0 추가곡, 곡 콘테스트 1위 당선곡     |
| 프라임2                               | 타입마스 - 어웨이크닝                                              | 2.03.0 추가곡                             |
| 프라임2                               | 디_안 - 이스케이프                                                 | 2.05.0 추가곡                             |
| 프라임2                               | 캐슈 - 왈츠 오브 도지                                              | 2.04.0 추가곡                             |
| 프라임2                               | 빅뱅 - 뱅뱅뱅                                                      |                                           |
| 프라임2                               | 여자친구 - 오늘부터 우리는                                         |                                           |
| 프라임2                               | 아이콘 - 리듬 타                                                   |                                           |
| 프라임2                               | 드림캐쳐 - 체이스 미                                               | 1.02.0 추가곡                             |
| 프라임2                               | 프로듀스 101 - 픽 미                                               |                                           |
| 프라임2                               | 블락비 - 잭팟                                                      |                                           |
| 프라임2                               | ‘2NE1 - 너 아님 안돼’                                              | 1.08.0 추가곡                             |
| 프라임2                               | ‘블랙핑크 - 붐바야’                                                |                                           |
| 프라임2                               | 빅뱅 - 맨정신                                                      | 1.06.0 추가곡                             |
| 프라임2                               | EXID - 위 아래                                                     |                                           |
| 프라임2                               | 드림캐처 - 굿 나이트                                               | 1.04.0 추가곡                             |
| 프라임2                               | 마마무 - 넌 is 뭔들                                                |                                           |
| 프라임2                               | 티아라 - 넘버 나인                                                 |                                           |
| 프라임2                               | ‘아웃사이더 - 주변인’                                              |                                           |
| 프라임2                               | 워너원 - 에너제틱                                                  | 2.00.0 추가곡                             |
| 프라임2                               | 워너원 - 뷰티플                                                    | 2.00.0 추가곡                             |
| 프라임2                               | 프로듀스 101 시즌2 - 나야 나                                       | 2.01.0 추가곡                             |
| 프라임2                               | 위너 - 리얼리 리얼리                                               | 2.00.0 추가곡                             |
| 프라임2                               | 탓슈뮤직서클 - 문 라이트 댄스                                      | 동방 프로젝트 어레인지                    |
| 프라임2                               | 시드사운드 - 스텝                                                  | 1.02.0 추가곡                             |
| 프라임2                               | 보스피 - 저스트 키딘                                               | 1.01.0 추가곡                             |
| 프라임2                               | 다스 피트.카가미네 렌 - 꺼림칙한                                   | 1.10.0 추가곡                             |
| 프라임2                               | 디제이 카운터포스 - 하트 어택                                      | 1.10.0 추가곡                             |
| 프라임2                               | 야시 프레스먼&나딘 러스트레 - 허쉬                                 | 1.03.0 추가곡, 당시 필리핀 전용곡         |
| 프라임2                               | 뷰티플 데이 - V3                                                   | 2.00.0 추가곡, O2Jam 콜라보레이션 이식곡  |
| 프라임2                               | 브랜디 - 크로스 타임                                               | 1.10.0 추가곡, O2Jam 콜라보레이션 이식곡  |
| 프라임2                               | 브랜디 - 유령의 축제 2 (Sneak)                                     | 2.01.0 추가곡, O2Jam 콜라보레이션 이식곡  |
| 프라임2                               | 에스티 - 헬릭스                                                    | 1.03.0 추가곡, O2Jam 콜라보레이션 이식곡  |
| 프라임2                               | M2U - 히페리온                                                     | 1.03.0 추가곡, O2Jam 콜라보레이션 이식곡  |
| 프라임2                               | 맴매 - 블랙 드래곤                                                 | 2.04.0 추가곡, O2Jam 콜라보레이션 이식곡  |
| 프라임2                               | 맴매 - BS파워 익스플로전                                           | 2.05.0 추가곡, O2Jam 콜라보레이션 이식곡  |
| 프라임2                               | 나토 - 스타트 온 레드                                              | 1.05.0 추가곡, O2Jam 콜라보레이션 이식곡  |
| 프라임2                               | r300k - 타임 어택 <블루>                                           | 1.09.0 추가곡, O2Jam 콜라보레이션 이식곡  |
| 프라임2                               | 시드사운드 - 매지컬 베케이션                                       | 1.06.0 추가곡, O2Jam 콜라보레이션 이식곡  |
| 프라임2                               | 아라곤 - 비주얼 드림 2 (인 픽션)                                   | 2.05.0 추가곡, O2Jam 콜라보레이션 이식곡  |
| 프라임2                               | SHK - 사월                                                         | O2Jam 콜라보레이션 이식곡                 |
| 프라임2                               | 와락 - 슈퍼 스타일린                                               | 1.04.0 추가곡, O2Jam 콜라보레이션 이식곡  |
| 프라임2                               | 와락 - 크리스마스의 기억                                           | O2Jam 콜라보레이션 이식곡                 |
| 프라임2                               | 아마모리P - 킵 온!                                                 | 1.10.0 추가곡 EZ2AC 콜라보레이션 이식곡   |
| 프라임2                               | 아타스 - 아스테리오스 리엔트리                                     | EZ2AC 콜라보레이션 이식곡                 |
| 프라임2                               | 키엔 - 라 그랑 블루                                                | EZ2AC 콜라보레이션 이식곡                 |
| 프라임2                               | 루나틱 사운드 - 인피니티                                           | 2.00.0 추가곡, EZ2AC 콜라보레이션 이식곡  |
| 프라임2                               | P4koo - 고딕 레조넌스                                              | 2.03.0 추가곡, EZ2AC 콜라보레이션 이식곡  |
| 프라임2                               | 사니-온 - 베들램                                                   | 1.07.0 추가곡, EZ2AC 콜라보레이션 이식곡  |
| 프라임2                               | 스트림 리버리 - 어 사이트 데라루                                   | 2.04.0 추가곡, EZ2AC 콜라보레이션 이식곡  |
| 프라임2                               | 트랜신 - 클루                                                      | 1.01.0 추가곡, EZ2AC 콜라보레이션 이식곡  |
| 프라임2                               | 아르체플룩스 - 레드라인                                            | 1.04.0 추가곡, 네온FM 콜라보레이션 이식곡 |
| 프라임2                               | 아르체플룩스 - 킬 뎀!                                              | 1.09.0 추가곡, 네온FM 콜라보레이션 이식곡 |
| 프라임2                               | 트리플스타 - 도나텔로                                              | 2.04.0 추가곡, 네온FM 콜라보레이션 이식곡 |
| 프라임2                               | 레인보우드래곤아이즈 - 시즈 마이 데이                              | 1.05.0 추가곡                             |
| 프라임2                               | DM 아슈라 - 폴른 엔젤                                              | 1.08.0 추가곡                             |

### 풀 송
| 카테고리            | 곡 제목                                                    | 비고                              |
| ------------------- | ---------------------------------------------------------- | --------------------------------- |
| 익시드 익시드2 제로 | 반야 - 캐논-D 풀 송 믹스                                   |                                   |
| NX NX2 NXA          | 이 얍 - 러브 이스 어 데인저 존 pt. 2                       |                                   |
| NX NX2 NXA          | 이 얍 - 비트 오브 더 워 2                                  |                                   |
| 피에스타 피에스타EX | “솜2 - 예지몽”                                             |                                   |
| NX NX2 NXA          | 이 얍 - 젓가락 변주곡 풀 송                                |                                   |
| NX NX2 NXA          | 빅 메트라 - 붉은 손수건 풀 송                              |                                   |
| NX NX2 NXA          | 판다 - 잘가 내 사랑 풀 송                                  |                                   |
| NX NX2 NXA          | 니나 파일럿츠 - 나완 상관없어 풀 송                        |                                   |
| NX NX2 NXA          | 빅 메트라 - 잠깐이면 돼 풀 송                              | 풀송 전용                         |
| 카테고리            | 곡 제목                                                    | 비고                              |
| 피에스타 피에스타EX | 판다 - 자아도취                                            |                                   |
| 피에스타 피에스타EX | “바세린 - 돈 오브 더 아포칼립스”                           |                                   |
| 피에스타 피에스타EX | 도인 - 인터퍼런스                                          |                                   |
| 피에스타 피에스타EX | “크래쉬 - 크래쉬데이”                                      |                                   |
| 프라임              | ‘크레용팝 - 빠빠빠’                                        |                                   |
| 프라임              | 티아라 - 슈가 프리                                         |                                   |
| 프라임              | 에이핑크 - 노노노                                          |                                   |
| 프라임              | DM 아슈라(피트.스키조&한나) - 무브 댓 바디!                |                                   |
| 프라임              | 카라 - 판도라                                              |                                   |
| 프라임              | 탓슈뮤직서클 - 포 시즌스 오브 론리네스 ver β 피트.사리야진 |                                   |
| 프라임              | 마사요시 미노시마 - 배드 애플!! 피트. 노미코               |                                   |
| 카테고리            | 곡 제목                                                    | 비고                              |
| 프라임2             | 여자친구 - 오늘부터 우리는                                 | 1.01.0 추가곡                     |
| 프라임2             | 빅뱅 - 뱅뱅뱅                                              |                                   |
| 프라임2             | ‘블랙핑크 - 붐바야’                                        | 1.02.0 추가곡                     |
| 프라임2             | EXID - 위아래                                              | 1.05.0 추가곡                     |
| 프라임2             | ‘아웃사이더 - 주변인’                                      | 1.05.0 추가곡                     |
| 프라임2             | 야시 프레스먼&나딘 러스트레 - 허쉬                         | 1.03.0 추가곡, 당시 필리핀 전용곡 |
| 프라임2             | 드림캐쳐 - 체이스 미                                       | 1.09.0 추가곡                     |
| 프라임2             | 생션7 - 가고일                                             | 2.04.0 추가곡                     |

### 리믹스
프라임2에서 리믹스 신곡은 3개만 있다.
| 카테고리                              | 곡제목                                                | 수록곡                                               | 비고                |
| ------------------------------------- | ----------------------------------------------------- | ---------------------------------------------------- | ------------------- |
| 1st 2nd 3rd O.B.G. S.E. 퍼펙트 컬렉션 | 반야 - 리피토먼트 리믹스                              | 원곡                                                 |                     |
| 익시드 익시드 2 제로                  | 반야 - 반야 힙합 리믹스                               | 싫어 프리 스타일 미드나잇 블루                       | 전용 BGA 사용       |
| 엑스트라 리버스 프리미어3 프렉스3     | 반야 - 엑스트라 반야 리믹스                           | 파이널 오디션 에피소드 1 치킨 윙                     | 전용 BGA는 사용불가 |
| 익시드 익시드 2 제로                  | 반야 - 트림 북 오브 더 워 리믹스                      | 엑스트림 부크 비트 오브 더 워                        |                     |
| 익시드 익시드 2 제로                  | 반야 - 반야 클래식 리믹스                             | 베토벤 바이러스 윈터 펌프 미 아마데우스              |                     |
| 익시드 익시드 2 제로                  | 반야 - 러브 이스 어 데인저 존 pt. 2: 트라이 투 B.P.M. | 러브 이스 어 데인저 존 1&2                           |                     |
| NX NX2 NXA                            | 이 얍 - 위-엑-닥-바                                   | 위치 닥터 엑스트라바간자                             |                     |
| NX NX2 NXA                            | 이 얍 - 비메라                                        | 비 키메라                                            |                     |
| NX NX2 NXA                            | 반야 프로덕션 - 반야-P 기타 리믹스                    | 건 락 기타 맨 비트 더 고스트 팬텀                    |                     |
| NX NX2 NXA                            | 반야 프로덕션 - 머니 핑거즈                           | 머니 몽키 핑거즈                                     |                     |
| NX NX2 NXA                            | 반야 프로덕션 - 사람들은 펌핑업을 몰랐다네            | 사람들은 몰랐다네 펌핑 업                            |                     |
| NX NX2 NXA                            | 반야 프로덕션 - 카프리스 오브 DJ 오타다               | 카프리스 오브 오타다 DJ 오타다                       |                     |
| NX NX2 NXA                            | 반야 프로덕션 - 닥터 K.O.A.                           | 닥터. M K.O.A. -앨리스 인 원더월드-                  |                     |
| NX NX2 NXA                            | 니나 파일럿츠/판다 - 니나 판다 믹스                   | 잘가 내 사랑 나완 상관없어                           |                     |
| NX NX2 NXA                            | 빅 메트라 - 빅 메트라 리믹스                          | 잠깐이면 돼 붉은 손수건                              |                     |
| NX NX2 NXA                            | 반야 프로덕션 - 터키 바이러스                         | 터키 행진곡 베토벤 바이러스                          |                     |
| NX NX2 NXA                            | ms군- ms군 리믹스 파트 1                              | 반야 프로덕션의 잼 O 비트 헤드 트립의 비트 샵 넘버 4 |                     |
| NX NX2 NXA                            | ms군- ms군 리믹스 파트 3                              | 반야의 윈터 베토벤 바이러스                          |                     |
| 카테고리                              | 곡제목                                                | 수록곡                                               | 비고                |
| 피에스타 피에스타EX                   | 반야 프로덕션 - B.P 클래식 리믹스 1                   | 겟 업 (앤 고) 안녕 윌리엄 제네시스                   |                     |
| 피에스타 피에스타EX                   | 반야 프로덕션 - 파파 헬로이징                         | 파파 곤잘레스 헬로 블레이징                          |                     |
| 피에스타 피에스타EX                   | 반야 프로덕션 - B.P 클래식 리믹스 2                   | 제네시스 우편마차 월광                               |                     |
| 피에스타 피에스타EX                   | “반야 프로덕션 - 하드코어 락 믹스”                    | 크래쉬의 디그니티 바세린의 돈 오브 더 아포칼립스     |                     |
| 피에스타 피에스타EX                   | 반야 프로덕션 - 반야 프로덕션 - 프로 팝 믹스          | 소닉 디멘션의 챱스틱스 지그재그의 에너자이저         |                     |
| 피에스타 피에스타EX                   | 반야 프로덕션 - 셋 업 미2 믹스                        | 셋 미 업 댄스 위드 미                                |                     |
| 피에스타 피에스타EX                   | ms군 - ms군 리믹스 파트 5                             | 반야(프로덕션)의 펌프 점프 마리아 탑 시티 토카타     |                     |
| 피에스타 피에스타EX                   | ms군 - ms군 리믹스 파트 6                             | 맥스의 U 갓 2 노우 SHK의 데스티네이션                |                     |
| 피에스타 피에스타EX                   | 도인 - 진공 청소기                                    | 진공 클리너                                          |                     |
| 피에스타 피에스타EX                   | 맥스 - 에브리바디 갓 2 노우                           | U 갓 2 노우 위 갓 2 노우                             |                     |
| 피에스타2                             | 신스울프&맥스 - 인피니티 리믹스                       | 힙노시스 (신스울프 리믹스) 파사칼리아                |                     |
| 피에스타2                             | 도인&맥스 - 와라유도인?                               | 말씀 진공 인터퍼런스 ㅁㄴㅇㄹ 테프리스 잣 클리너 FFF |                     |
| 프라임                                | 반야&와락 - 베토벤 인플루엔자                         | 베토벤 바이러스 라티노 바이러스                      |                     |
| 프라임                                | 맥스&맴매 - 아발란퀴엠                                | 아발란치 레퀴엠                                      |                     |
| 프라임                                | 슬램&나토 - 패러독스                                  | 요그 소토스 1950                                     |                     |
| 프라임2                               | 맴매 - 불카누스                                       | 아발란치 헬파이어                                    |                     |
| 프라임2                               | 나토&EXC - 슈브 소토스                                | 요그 소토스 슈브 니구라스                            | 2.05.0 추가         |
| 프라임2                               | 도인 - 리더                                           | 리키지 볼티지 피더                                   | 1.07.0 추가         |
| 카테고리                              | 곡제목                                                | 수록곡                                               | 비고                |

### 숏 컷
| 카테고리             | 곡제목                                       | 비고                                 |
| -------------------- | -------------------------------------------- | ------------------------------------ |
| 피에스타 피에스타 EX | 반야 - 익시드2 오프닝(無言歌 RAW딩중...)     | 익시드2의 이벤트 전용곡              |
| 피에스타 피에스타 EX | 반야 - 파이널 오디션 2                       |                                      |
| 피에스타 피에스타 EX | 반야 - 파이널 오디션 3                       |                                      |
| 피에스타 피에스타 EX | 이 얍 - 파이널 오디션 에피소드 2-X           |                                      |
| 피에스타 피에스타 EX | 반야 - 러브 이스 어 데인저 존                |                                      |
| 피에스타 피에스타 EX | 반야 - 러브 이스 어 데인저 존 pt. 2          |                                      |
| 피에스타 피에스타 EX | 반야 - 엑스트라바간자                        |                                      |
| 피에스타 피에스타 EX | 반야 - 치킨 윙                               |                                      |
| 피에스타 피에스타 EX | 반야 - 윈터                                  |                                      |
| 피에스타 피에스타 EX | 반야 - 무혼 2                                |                                      |
| 피에스타 피에스타 EX | 반야 - 월광                                  |                                      |
| 피에스타 피에스타 EX | 반야 - 위치 닥터                             |                                      |
| 피에스타 피에스타 EX | 이 얍 - NX 오프닝                            |                                      |
| 피에스타 피에스타 EX | 반야 프로덕션 - K.O.A. -앨리스 인 원더월드-  |                                      |
| 피에스타 피에스타 EX | 이 얍 - 비메라                               |                                      |
| 피에스타 피에스타 EX | 이 얍 - 펌트리스 8Bit ver.                   |                                      |
| 피에스타 피에스타 EX | SHK - 데스티네이션                           |                                      |
| 피에스타 피에스타 EX | 판다 - 잘가 내 사랑                          |                                      |
| 피에스타 피에스타 EX | 도인 - 트롯프리스                            | 숏 컷 전용                           |
| 피에스타 피에스타 EX | 도인 - 클리너                                |                                      |
| 피에스타 피에스타 EX | SHK - 테이크 아웃                            |                                      |
| 피에스타 피에스타 EX | 맥스 - 오버블로우                            |                                      |
| 피에스타 피에스타 EX | DM 아슈라 - X-레이브                         |                                      |
| 카테고리             | 곡제목                                       | 비고                                 |
| 피에스타 2           | J-미 & 미디-D 핏. 한나 스톡젤 - 팝 더 트랙   |                                      |
| 피에스타 2           | 신스울프 - 파사칼리아                        |                                      |
| 피에스타 2           | 반야 리믹스 바이 DM 아슈라 - 이그니스 패터스 |                                      |
| 피에스타 2           | 도인 - FFF (플류 파 패스터)                  |                                      |
| 피에스타 2           | SHK - 유니크                                 |                                      |
| 피에스타 2           | 맥스 - U 갓 미 락킹                          |                                      |
| 프라임               | SHK - 슈퍼 판타지                            |                                      |
| 프라임               | 나토 - 요그 소토스                           |                                      |
| 프라임               | 나토 - 실루엣 이펙트                         |                                      |
| 프라임               | 시드사운드 - 셀피쉬니스                      |                                      |
| 프라임               | 맷듀크 - 락 더 하우스 - 셀피쉬니스           |                                      |
| 프라임               | DM 아슈라(피트.스키조&한나) - 무브 댓 바디!  |                                      |
| 프라임               | 맥스 - 프라임 오프닝                         |                                      |
| 프라임               | 타입마스 - 스타더스트 오버드라이브           |                                      |
| 프라임               | AKB48 - 헤비 로테이션                        |                                      |
| 카테고리             | 곡제목                                       | 비고                                 |
| 프라임 2             | 맥스 - 사라반드                              |                                      |
| 프라임 2             | SHK - 사월                                   |                                      |
| 프라임 2             | 맥스 - 프라임2 오프닝                        | 1.04.0 추가곡                        |
| 프라임 2             | 나토 - 슈브 니구라스                         | 1.08.0 추가곡                        |
| 프라임 2             | M2U - 히페리온                               | 2.00.0 추가곡                        |
| 프라임 2             | 맥스 - 가장신자                              | 2.00.0 추가곡, 동방프로젝트 어레인지 |
| 카테고리             | 곡제목                                       | 비고                                 |

## 이전 버전과 다음 버전
| 펌프 잇 업 시리즈      | 펌프 잇 업 시리즈 | 펌프 잇 업 시리즈                                 | 펌프 잇 업 시리즈 | 펌프 잇 업 시리즈 |
| ---------------------- | ----------------- | ------------------------------------------------- | ----------------- | ----------------- |
| 펌프 잇 업 2015 프라임 | <-                | 펌프 잇 업 2017 프라임 2 펌프 잇 업 2018 프라임 2 | ->                | 펌프 잇 업 XX     |